# Привільне (Хлібодарівська сільська громада)
Приві́льне — село (до 2011 року — селище) Хлібодарівської сільської громади Волноваського району Донецької області України.

## Географія
Селом тече річка Полкова.

## Загальні відомості
Привільне підпорядковане Привільненській сільській раді. Відстань до райцентру становить близько 29 км і проходить автошляхом Н20. Землі села межують із територією с. Кременівка, Нікольський район Донецької області.
Двічі на день у Привільне заходить автобус із Маріуполя на Волноваху.

## Населення

### Мова
Розподіл населення за рідною мовою за даними перепису 2001 року:
| Мова            | Кількість | Відсоток |
| --------------- | --------- | -------- |
| російська       | 468       | 60.31%   |
| українська      | 307       | 39.56%   |
| інші/не вказали | 1         | 0.14%    |
| Усього          | 776       | 100%     |

За даними перепису 2001 року населення села становило 776 осіб, із них 39,56 % зазначили рідною мову українську та 60,31 % — російську.